# Ceuaș
Ceuaș (węg. Szászcsávás) – wieś w Rumunii, w okręgu Marusza, w gminie Mica. W 2011 roku liczyła 917 mieszkańców.